# Luke's Double
Luke's Double er en amerikansk stumfilm fra 1916.

## Medvirkende
- Harold Lloyd som Luke
- Bebe Daniels
- Snub Pollard
- Gaylord Lloyd
- Sammy Brooks